# إسماعيل حقي دورو
إسماعيل حقي دورو (بالإنجليزية: İsmail Hakkı Duru)‏ (و. 1946 – م) هو فيزيائي من تركيا . ولد في بولو (تركيا) .